# Malta International 1972
Die Malta International 1972 im Badminton fanden Mitte 1972 statt. Es war die zweite Auflage dieser internationalen Meisterschaften von Malta im Badminton.

## Finalergebnisse
| Disziplin    | Sieger                       | Finalist                   | Ergebnis          |
| ------------ | ---------------------------- | -------------------------- | ----------------- |
| Herreneinzel | David Jepson                 | Vincent Curmi              | 15-5, 15-4        |
| Dameneinzel  | Norma Lovett                 | Patricia Hodson            | 11-4, 10-12, 11-0 |
| Herrendoppel | David Jepson Buck Ryan       | Vincent Curmi Alfred Galea | 17-16, 15-5       |
| Damendoppel  | Norma Lovett Patricia Hodson | Barber Sandra Jepson       | 15-3, 15-5        |
| Mixed        | David Jepson Sandra Jepson   | Kenneth Wain L. Briscoe    | 14-17, 15-2, 15-6 |